# Hydros
Hydros (gr. Ὕδρος Hydros, łac. Hydrus ‘woda’) – w mitologii greckiej bóg pierwotnych wód.
Należał do bóstw pierwotnych. Z Gają (swoją córką) miał Ananke, Chronosa i Fanesa.